# Vitor Martins (escritor)
Vitor Martins (Nova Friburgo, 23 de março de 1991) é um escritor brasileiro. Sua primeira obra publicada, Quinze Dias (2017) ganhou título de best-seller no Brasil, tendo sido traduzida para o inglês como Here the Whole Time. Suas obras são conhecidas pela representatividade LGBTQIA+ e pelo direcionamento ao público jovem. Além de sua carreira como autor, Vitor também é tradutor de diversos livros de ficção jovem adulta publicados no Brasil, como Os Dois Morrem no Final, Foi Assim Que Tudo Explodiu, Órbita de Inverno, entre outros.

## Biografia
Vitor Martins nasceu no interior do Rio de Janeiro, na cidade de Nova Friburgo. Formou-se em Jornalismo pela Universidade Cândido Mendes, na cidade do Rio de Janeiro, atuando também como ilustrador, capista e posteriormente como escritor e tradutor. Vitor Martins também já foi criador de conteúdo literário no Youtube, havendo diversos vídeos do escritor com outros influenciadores na plataforma.
A relação de Vitor com as ilustrações começou na infância, e o autor já trabalhou como ilustrador de livros didáticos, além de fazer trabalhos diversos em ilustração, como por exemplo a capa do livro Querido Evan Hansen (2017), publicado no Brasil pela Editora Seguinte.
Sua carreira como escritor começou no ano de 2017, com a publicação de Quinze Dias, um romance entre dois garotos, que foi um sucesso de vendagem atingindo 55 mil cópias vendidas. Os direitos de tradução de Quinze Dias foram adquiridos por sete países, já tendo sido lançado na língua inglesa como Here the Whole Time e em alemão como Fünfzehn Tage sind für immer. Em 2020 os direitos de adaptação do livro foram comprados pela produtora Conspiração Filmes e em 2025 as gravações do filme se iniciaram tendo Miguel Lallo, Diego Lira e Débora Falabella no elenco principal.
Além de autor, Vitor Martins também traduziu diversas obras no Brasil, também em sua maioria do gênero jovem adulto.

## Obras do autor

### Romances
- 2017 - Quinze dias
- 2018 - Um milhão de finais felizes[9]
- 2021 - Se a casa 8 falasse
- 2024 - Mais ou menos 9 horas

Todos lançados pela Globo Alt.

### Contos, antologias e coletâneas
- 2017 - Todas as cores do natal (Agência Pagina 7 - coletânea/descontinuada; conto "Vinte bombons de banana")
- 2018 - Aqui quem fala é da Terra (Plutão Livros - antologia; conto "Estrela cadente")
- 2019 - Escrito em algum lugar (Agência Página 7 - conto solo/descontinuado)
- 2019 - Todo Mundo tem uma Primeira Vez (Plataforma 21 - coletânea; conto "Sete frases que poderiam mudar tudo")
- 2021 - De repente adolescente: Antologia de contos (Editora Seguinte - antologia; conto "Agulhas e bolinhas")
- 2022 - Escrito em algum lugar (Editora Três Pontos - conto solo)

### Traduções para outros idiomas
- 2020 - Here the Whole Time - Hodder Children's Books (Quinze dias - inglês)[10]
- 2022 - Fünfzehn Tage sind für immer - ONE (Quinze dias - alemão)
- 2022 - Неидеальные мы - Манн, Иванов и Фербер (Se a casa 8 falasse - russo)
- 2022 - This is our place - PUSH (Se a casa 8 falasse - inglês)
- 2023 - 15 dni jest na zawsze - You&YA (Quinze dias - polonês)
- 2023 - Quince días - Kakao Books (Quinze dias - espanhol)
- 2024 - To jest nasze miejsce - You&YA (Se a casa 8 falasse - polonês)

## Prêmios e indicações
| Ano  | Prêmio                        | Categoria                                                                          | Indicação                         | Resultado   |
| ---- | ----------------------------- | ---------------------------------------------------------------------------------- | --------------------------------- | ----------- |
| 2019 | Prêmio Le Blanc               | Literatura fantástica: Antologia nacional de fantasia, ficção científica ou terror | Aqui quem fala é da Terra (livro) | Finalista   |
| 2019 | Prêmio Argos                  | Antologia ou coletânea                                                             | Aqui quem fala é da Terra (livro) | Finalista   |
| 2021 | GLLI Translated YA Book Prize | Premiação exclusiva de traduções                                                   | Quinze dias / Here the whole time | Co-vencedor |
| 2021 | Latino Book Awards            | Melhor livro jovem adulto publicado originalmente em português                     | Quinze dias (livro)               | Finalista   |
| 2022 | Prêmio Jabuti                 | Romance de entretenimento                                                          | Se a casa 8 falasse (livro)       | Finalista   |

## Lista de traduções
| Ano  | Título                                | Autor (a)                         | Editora              |
| ---- | ------------------------------------- | --------------------------------- | -------------------- |
| 2020 | Tipo uma história de amor             | Abdi Nazemian                     | HarperCollins Brasil |
| 2021 | Foi assim que tudo explodiu           | Arvin Ahmadi                      | Globo Alt            |
| 2021 | Darius, o Grande, não está nada bem   | Adib Khorram                      | HarperCollins Brasil |
| 2021 | Sex Education. Pé na Estrada          | Katy Birchall                     | Galera Record        |
| 2021 | Os Dois Morrem No Final               | Adam Silvera                      | Intrínseca           |
| 2021 | Procura-se um namorado                | Alexis Hall                       | Paralela             |
| 2022 | A estratégia do charme                | Alison Cochrun                    | Paralela             |
| 2022 | Bloom: O verão em que o amor cresceu  | Kevin Panetta e Savanna Ganucheau | Conrad               |
| 2022 | Darius, o Grande, merece coisa melhor | Adib Khorram                      | HarperCollins Brasil |
| 2022 | Fica entre nós                        | Becky Albertalli e Adam Silvera   | Seguinte             |
| 2022 | O azul daqui é mais azul              | Robbie Couch                      | Melhoramentos        |
| 2022 | O legado de Chandler                  | Abdi Nazemian                     | HarperCollins Brasil |
| 2022 | Órbita de inverno                     | Everina Maxwell                   | Suma                 |
| 2023 | A gente se vê na Parada               | Vários autores                    | HarperCollins Brasil |
| 2023 | A luz brilha somente agora            | Abdi Nazemian                     | HarperCollins Brasil |
| 2023 | Aconteceu naquela turnê               | Adib Khorram                      | HarperCollins Brasil |
| 2023 | Esse é pra casar                      | Alexis Hall                       | Paralela             |
| 2023 | Orações para Bobby                    | Leroy F. Aarons                   | Hoo Editora          |
| 2023 | Os 99 namorados de Micah Summers      | Adam Sass                         | Globo Alt            |
| 2023 | Simplesmente Blaine                   | Kalynn Bayron                     | Melhoramentos        |
| 2024 | Suas Noites Solitárias Acabam Aqui    | Laura Nowlin                      | Globo Alt            |
| 2025 | Ecos do deserto                       | Abdi Nazemian                     | Editora Pitaya       |
| 2025 | O sobrevivente quer morrer no final   | Adam Silvera                      | Intrínseca           |
| 2025 | Les Normaux: Garoto encontra vampiro  | Janine Janssen e S. Al Sabado     | Seguinte             |
| 2025 | Beta Inquieta                         | Reese Witherspoon e Xindi Yan     | Tatu-bola            |
| 2025 | Apôlion                               | Jennifer L. Armentrout            | Bloom Brasil         |